# 单花仙灯
单花仙灯（学名:Calochortus monanthus），又名沙斯塔河仙灯（Shasta River mariposa lily），是美国加利福利亚州特有及可能绝灭的一种百合。自被发现记录已来，它们已有一个多世纪未被再次发现。唯一一个已知的标本是由植物学家爱德华·李·格林尼(Edward Lee Greene)于1876年6月在美国加利福利亚州锡斯基尤县的沙斯塔河(Shasta River)河岸草地采集到的。现时，采集到沙斯塔河蝴蝶百合的区域大部分已被农业化，曾于1990年对其进行的搜寻亦告失败，它们可能已经灭绝。

## 描述
沙斯塔河蝴蝶百合是一种多年生草本植物，有着不分枝的茎，花序单且直立，花梗长，花形状呈钟形。有着三个约4厘米长的萼片，花瓣长约4至5厘米，呈齿状，桃红色，有暗红色的斑点。
沙斯塔河蝴蝶百合的栖息地位于海拔800米的沿河草地。